# Perforador de huevos

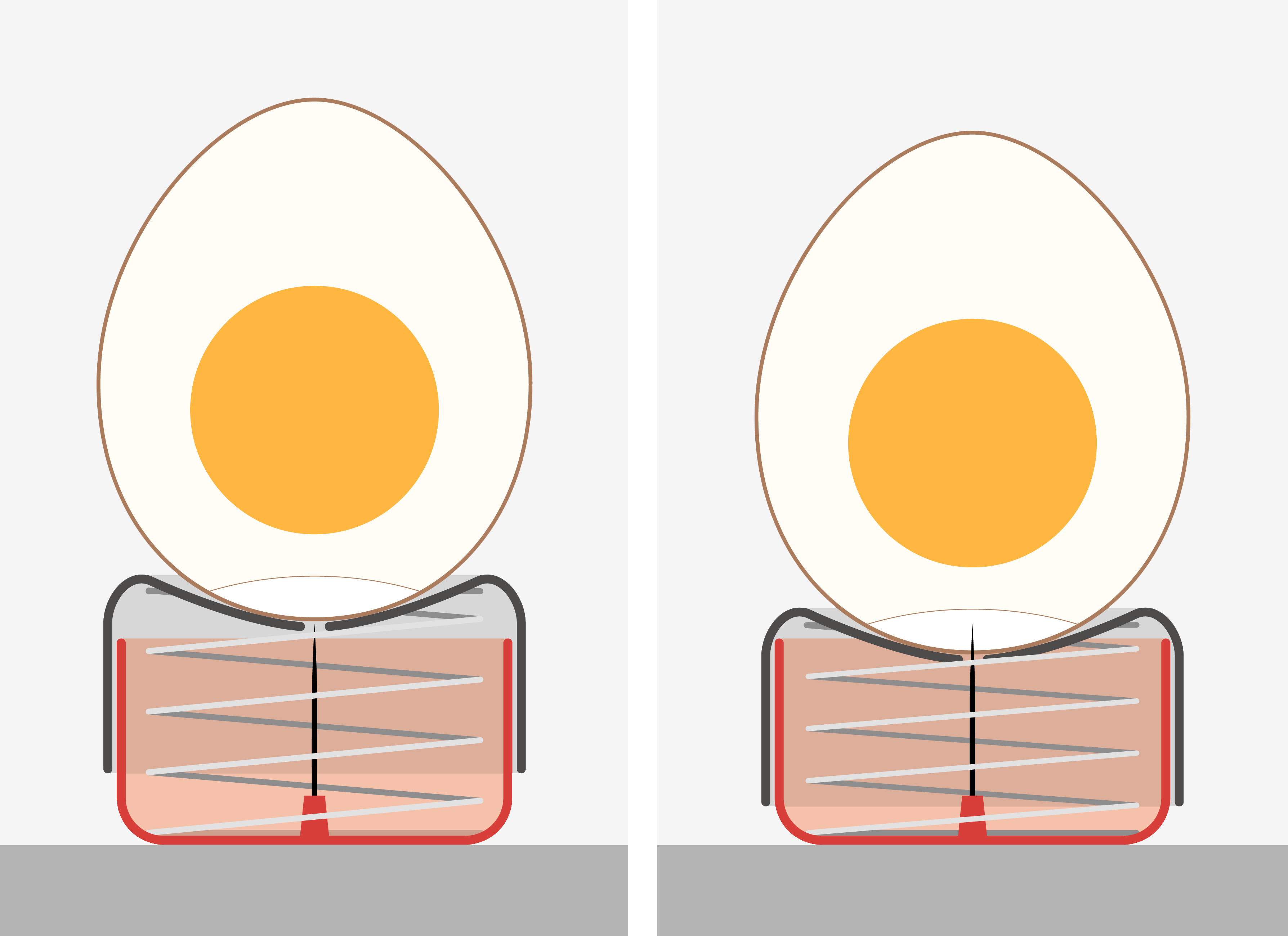
Funcionamiento del perforador.

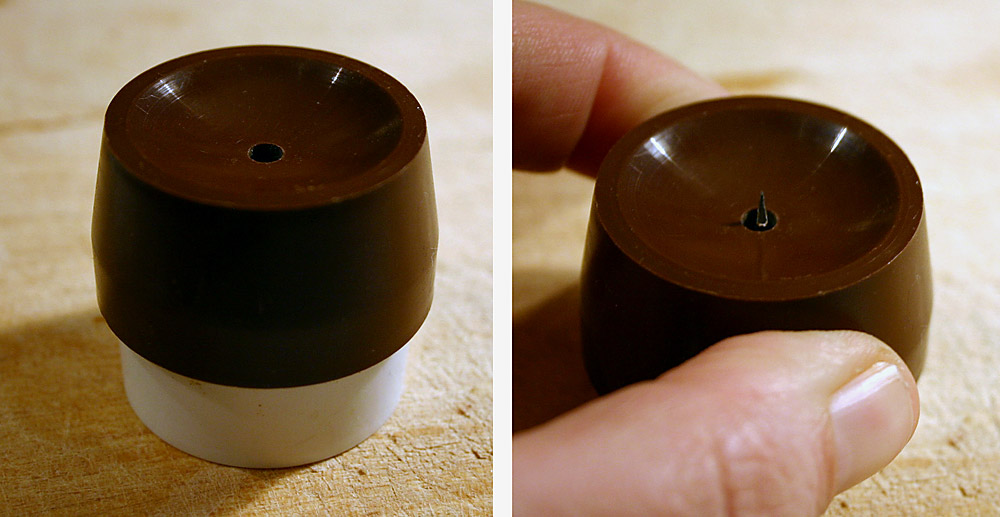
Clásico perforador de huevos de los años 70.

El perforador de huevos (en España, coloquialmente pinchahuevos) es un utensilio de cocina que sirve para hacer una pequeña perforación en los huevos de gallina antes de cocerlos, para evitar que se rompan. 
Dicho orificio se practica en el extremo más ancho del huevo, donde suele haber una pequeña cámara de aire. La expansión de este aire puede romper la cáscara del huevo cuando el agua hierve.
El diseño más común de este tipo de perforadores consiste en un vaso cilíndrico. En su interior hay una aguja en posición vertical, oculta bajo una cubierta cóncava, perforada en el centro y apoyada en un resorte. Al oprimir el huevo sobre dicha cubierta, esta cede, permitiendo a la aguja perforar la cáscara del huevo. El utensilio está diseñado de tal forma que la aguja penetra en la cámara de aire del huevo, pero deja intacto su interior.
- Datos: Q279290
- Multimedia: Egg prickers / Q279290